# Kevin Corre
Kevin Bruno Pierre Corre (Le Mans, 24 marzo 1985) è un ex cestista francese.

## Palmarès
- Coppa di Francia: 1

Le Mans: 2004
- Mondiali 3x3: 1

Atene 2012 (misto).